# 沙里長嘴鱲
沙里长嘴鱲（学名：Raiamas shariensis）为輻鰭魚綱鯉形目鲤科长嘴鱲屬的鱼类。該物種分布於非洲查德湖流域，體長可達6.8公分，棲息在中底層水域。